# Бида (Нигерия)
Би́да (англ. Bida) — город и район местного управления в центральной части Нигерии, на территории штата Нигер.

## История
В XIX веке Бида была столицей государства Нупе. Город был окружён глинобитной стеной (дл. 18 км) с 4 воротами. В центре, на пересечении двух гл. улиц, - руины старого дворца с остатками росписи.

## Географическое положение
Город находится в юго-восточной части штата, к востоку от реки Кадуна, на высоте 150 метров над уровнем моря.
Бида расположена на расстоянии приблизительно 78 километров к юго-западу от Минны, административного центра штата и на расстоянии 147 километров к западу от Абуджи, столицы страны.

## Население
По данным переписи 1991 года численность населения Биды составляла 111 245 человек.
Динамика численности населения города по годам:
| 1991    | 2012    |
| ------- | ------- |
| 111 245 | 137 623 |

## Экономика
Бида известна как центр кустарного производства изделий из золота, серебра, бронзы, стекла, а также, из разнообразного растительного волокна. Кроме того, важную роль играет торговля продукцией сельского хозяйства.

## Транспорт
Город является автотранспортным узлом. К северу от Биды расположен небольшой одноимённый аэропорт (ICAO: DNBI).